# Красногорские вести
«Красногорские вести» — еженедельная газета городского округа Красногорск Московской области.
Выходит три раза в неделю — вторник, четверг и суббота. Объём в неделю — 28—48 полос формата А3. На 1 августа 2011 года среднеразовый тираж составлял 5400 экземпляров. Формы распространения — подписка (90 %) и розница (10 %).

## История
29 марта 1991 года решением Красногорского городского Совета депутатов была зарегистрирована газета «Красногорские вести». Однако первый выпуск издания вышел в августе 1991 года. Первым редактором «Красногорских вестей» стала Светлана Грачёва. В то время выпуски первых номеров печатали почти вручную.
В декабре 1991 года главным редактором стал Анатолий Козенко, а после его смерти — Зоя Сибирцева, ушедшая в 2001 году на пенсию. На должность нового главного редактора была приглашена Светлана Меняйло, под руководством которой «Красногорские вести» дали новый импульс во взаимоотношения с читателями, увеличили тираж, завоевали авторитет общественности и властей.
С 2008 года «Красногорские вести» ежегодно отмечаются общероссийским знаком отличия «Золотой фонд прессы» по всей России. Газета включена в список социально значимых медийных организаций Роскомнадзора.
В 2015 году Главное управление информационной политики Московской области и администрация тогда существовавшего Красногорского края подписали решение о создании в районе Государственного автономного учреждения «Информационного агентства Красногорского района Московской области», которое также вошло в состав учредителей газеты.
По состоянию на август 2021 года главным редактором газеты является Юрий Поздняков. Штат сотрудников состоит из 11 человек.